# Batulasen
Batulasen (nep. बाटुलासेन) – gaun wikas samiti w zachodniej części Nepalu w strefie Seti w dystrykcie Achham. Według nepalskiego spisu powszechnego z 2011 roku liczył on 705 gospodarstw domowych i 4199 mieszkańców (2172 kobiety i 2027 mężczyzn).